# Refugi La Covil
El refugi de La Covil és un refugi forestal dins el municipi de Campelles (Ripollès) a 1.769,7 m d'altitud i situat sota el vessant nord del pic de la Covil. Té una part oberta pel bestiar i una part amb porta, amb llar de foc, taula i lliteres de fusta, tot plegat ben precari.